# Zomba (Malawi)
Zomba ist eine Stadt in der Southern Region des im südöstlichen Afrika gelegenen Staates Malawi.  Mit einer  Einwohnerzahl von 105.013 im Jahr 2018 ist sie die viertgrößte des Landes.

## Geographie
Zomba liegt im Shire-Hochland am Fuße des 2000 Meter über dem Meeresspiegel liegenden Zomba-Plateaus. Zomba ist Hauptstadt des gleichnamigen Distrikts, der eine Fläche von 2580 km² und eine Bevölkerung von 546.661 hat.

Panorama mit Blick auf das Zomba-Plateau vom Ndangopuma Hill in Zomba

Auf dem Plateau können bis zu 1800 mm Niederschläge im Jahr fallen. Das Gebiet wird vom Plateau her ganzjährig zuverlässig und ausreichend bewässert, was es zu einer dicht besiedelten und wohlhabenden Region macht. Die weitflächige Aufforstung des über der Stadt liegenden Plateaus mit einer mexikanischen Kiefernart lässt in der Stadt eine Holzverarbeitung entstehen.

## Geschichte
Die Stadt wurde Mitte der 1880er Jahre von europäischen Großgrundbesitzern gegründet und kam 1891 unter britisches Protektorat, aus dem 1907 die britische Kolonie Nyassaland hervorging, deren Verwaltungssitz Zomba war. Mit der Unabhängigkeit Malawis 1964 wurde Zomba die Hauptstadt der unabhängigen Präsidialrepublik. 1975 verlor Zomba den Hauptstadtstatus an Lilongwe, blieb aber bis 1994 Parlamentssitz und verfügt immer noch über staatliche Institutionen wie das National Statistical Office sowie ein State House (Präsidentenpalast), wie auch Lilongwe und Blantyre.

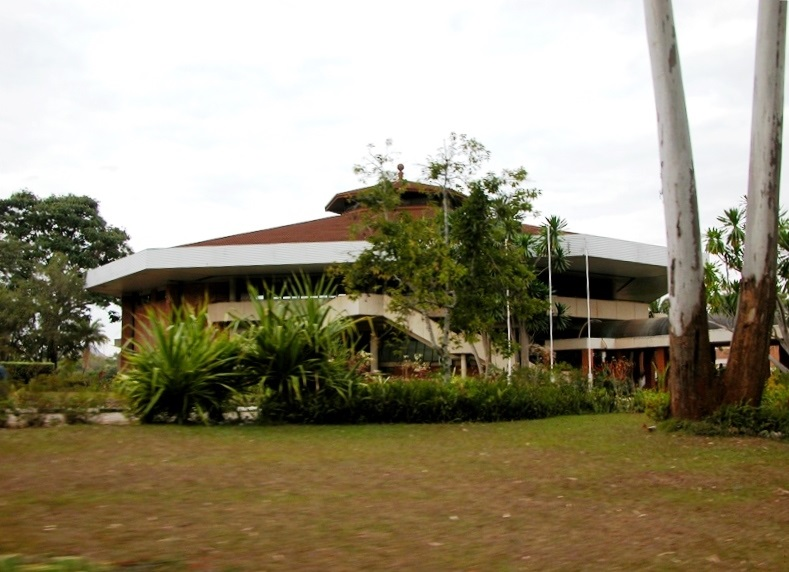
Hauptgebäude des Chancellor College in Zomba

## Institutionen
Der Ort ist Sitz des römisch-katholischen Bistums Zomba. Auch die Church of the Province of Central Africa der Anglikanischen Gemeinschaft hat den Sitz ihrer Diözese Südmalawi – Upper Shire in Zomba.
Daneben ist Zomba Hauptsitz der University of Malawi und des Chancellor College, dem größten der fünf Colleges der University of Malawi, die über das Land verteilt sind. Dazu gehört nicht die Universität Mzuzu, die eigenständig ist.

## Städtepartnerschaft
Zomba ist mit Urbana (Illinois) in den Vereinigten Staaten nach Angaben von dort durch eine Städtepartnerschaft verbunden.

## Söhne und Töchter
(Auswahl)
- Daniel Chitsulo (* 1983), Fußballspieler
- Tujilane Chizumila (* 1953), Juristin
- Russel Mwafulirwa (* 1983), Fußballspieler
- George Desmond Tambala (* 1968), römisch-katholischer Ordensgeistlicher, Erzbischof von Lilongwe